# Saori Yoshida
Saori Yoshida (en japonès: 吉田 沙保里) (Tsu, Japó 1982) és una lluitadora japonesa retirada, guanyadora de tres medalles olímpiques d'or i una d'argent en lluita lliure.

## Biografia
Va néixer el 5 d'octubre de 1982 a la ciutat de Tsu, pablció situada a la prefectura de Mie. És filla del també lluitador i campió olímpic Yoshikatsu Yoshida.

## Carrera esportiva
Va participar, als 21 anys, en els Jocs Olímpics d'Estiu de 2004 realitzats a Atenes (Grècia), on va aconseguir guanyar la medalla d'or en la prova femenina de lluita lliure de pes lleuger (- 55 kg.) per davant la canadenca Tonya Verbeek. En els Jocs Olímpics d'Estiu de 2008 realitzats a Pequín (República Popular de la Xina) aconseguí revalidar el seu títol, un fet que repetí en els Jocs Olímpics d'Estiu de 2012 celebrats a Londres (Regne Unit), en aquesta ocasió novament davant Verbeek.
Al llarg de la seva carrera ha guanyat deu medalles en el Campionat del Món de lluita, totes elles d'or, així com tres medalles en el Jocs Asiàtics.